# Пай, Стефан
Стефа́н Пай (фр. Stéphane Paille; 27 июня 1965, Сьонзье — 27 июня 2017[…], 4-й округ Лиона) — французский футболист, который играл за сборную Франции. Значительную часть клубной карьеры провёл в «Сошо». После окончания карьеры игрока начал тренерскую карьеру.

## Игровая карьера
Пай родился в Сьонзье, Рона — Альпы. Он начал свою карьеру в «Сошо», в котором он сыграл семь сезонов с 1982 по 1989 год. Он помог команде из Монбельяра выйти в финал Кубка Франции 1987/88 и был признан футболистом года во Франции по итогам того сезона. Он также сыграл восемь матчей за сборную Франции в период с 1986 по 1989 год, забил один гол.
На протяжении дальнейшей карьеры Пай часто менял клубы: в 1989 году он перешёл из «Сошо» в «Монпелье», где выступал со своим близким другом Эриком Кантоной; он проводил не более двух сезонов в одном клубе в течение следующих девяти лет. В декабре 1989 года он перешёл в «Бордо», затем летом 1990 года — в «Порту». После двухлетнего пребывания в «Кане» с 1991 по 1993 год он вернулся в «Бордо» на один сезон. В 1994 году он перешёл в «Олимпик Лион», затем в 1995 году перешёл в швейцарский клуб «Серветт». После одного сезона он вернулся во Францию, подписав контракт с «Мюлуз». В сентябре 1995 года Пай покинул клуб после того, как его уличили в употреблении марихуаны. В интервью L’Equipe он заявил, что это произошло из-за серьёзных личных проблем. В 1996 году он присоединился к шотландскому клубу «Харт оф Мидлотиан». В мае 1997 года он был уволен из-за того, по данным теста, он принимал клобензорекс.

## Тренерская карьера
После окончания карьеры игрока Пай вернулся в свой первый клуб «Сошо», где занимал должность тренера в течение трёх лет с 1999 по 2001 год. Свой первый опыт работы главным тренером он получил, когда возглавил «Расинг Безансон», но покинул клуб в 2004 году. Некоторое время в 2005 году он был главным тренером «Расинг Париж», в мае 2005 года он возглавил «Анже». Он покинул клуб в июне 2006 года.
В мае 2009 года его пригласили на пост тренера «Эвиана», он должен был помочь клубу повыситься в Лигу 2. Хотя команда была одним из лидеров чемпионата, он был уволен 18 января 2010 года после поражения на выезде в матче против «Парижа» со счётом 3:1.
После увольнения из «Эвиана» с Паем связался Зинедин Зидан (оба вместе выступали за «Бордо») и пригласил присоединиться к «Реалу» в качестве скаута.
В январе 2014 года он стал тренером любительского клуба «Мингеттес».
С февраля по апрель 2015 года он тренировал алжирский «ЖСМ Беджая».

## Смерть
Он скончался 27 июня 2017 года от рака в больнице Круа-Рус в Лионе, в свой 52-й день рождения.